# 資料冰山
資料冰山(Data iceberg)是資訊管理的一個現象。
當一個機構實施中央集權的空間管理時，由於管理員需要把有限的空間分配給機構內所有的員工，當機構變得愈來愈大，員工所能分配到的空間也愈來愈少。假若機構的部門有財政自主的能力，就會私自在部門內建立自己的儲存空間伺服器，以解決儲存空間不足的難題。而當這趨勢不斷擴張，到最後管理者所能管理的空間，最多可能只佔機構的十分之一。而其餘的十分之九，都屬於管理者所不能看見的“黑市”空間。
站在資訊保安的角度來看，這種做法會帶來很大的危機：因為這十分之九的“黑市”空間可能儲存著對公司運作非常重要的資料，但由於部門未有合資格的資訊管理專材去管理及維護其保安與穩定性，這些儲存空間經常都成為外來入侵者入侵的熱點。